# Slalomová dráha Troja
Slalomová dráha Troja, oficiálně Centrum vodních sportů Praha – Troja, je pražské vltavské sportoviště určené pro vodní slalom a rafting. Jde o bývalou vorovou propust Trojského jezu. Nalézá se na řkm 45,70 – 45,30 řeky Vltavy na její pravé straně. Kanál je v celoročním provozu, jeho provozovatelem je Univerzitní sportovní klub Praha, oddíl vodního slalomu. Areál se nachází v Praze 8 v Troji nedaleko od Trojského zámku a Zoo Praha. 
Jedná se o pražské sportoviště mezinárodního významu. Areál tradičně hostí významné závody ve vodním slalomu (České i světové poháry, mistrovství Evropy i světa), kajak krosu a v raftingu na divoké vodě. Kromě závodění slouží kanál i pro trénink kanoistů a raftařů. Jedná se o hlavní tréninkovou trať českých reprezentantů ve vodním slalomu. Mimo to je dráha využívána pro výuku studentů vysokých škol, pro přípravu hasičů, policistů, vodních záchranářů a k jiným aktivitám na divoké vodě, včetně volnočasových aktivit pro veřejnost.

## Charakteristika
Délka zdejší slalomové tratě činí 410 metrů, šířka 12 až 14 metrů. Umělé překážky na dně kanálu byly dříve tvořeny betonovými panely, starými pneumatikami naplněnými betonem a dřevěnými trámy. V roce 2012 proběhla rekonstrukce překážek na většině míst v kanále a vyměnily se za nové plastové překážky, které jsou mobilní a lze je dle potřeby přesouvat. Průměrný průtok vody zde dosahuje 13 až 16 metrů krychlových za sekundu. Vodácká obtížnost je zde na stupni WW III-IV. Celkové převýšení činí 3,6 metru.
V přilehlém areálu se nachází loděnice FTVS včetně nezbytného zázemí pro sportovce, diváky a návštěvníky (toalety, restaurace, šatny, tělocvičny apod.).

## Historie
Na místě dnešní umělé dráhy dříve existovala vorová propust, jež byla součástí přilehlého zdymadla Troja-Podbaba. Tato propust byla již od 50. let 19. století využívaná vodáky. V sedmdesátých letech měla být tato propust zasypána. O přeměnu na umělou slalomovou dráhu se významně zasadil český vodní slalomář a sportovní funkcionář, profesor Jaroslav Pollert.
Stavba dráhy trvala zhruba deset let a otevřena byla na podzim roku 1980. První národní závod na nové dráze proběhl již v roce 1981. V následujícím roce 1982 byl poprvé uspořádán závod s mezinárodní účastí "O cenu Trojského koně". Tento závod se stal tradičním a koná se každoročně; buďto jako samostatný mezinárodní závod, nebo jako součást série Světového poháru. 
V září 1992 byla v areálu uvedena do provozu nová loděnice, kterou vybudoval oddíl USK Praha ve spolupráci s Fakultou tělěsné výchovy a sportu Univerzity Karlovy. Stalo se tak při příležitosti mezinárodního vysokoškolského mistrovství ČSFR. V roce 2003 byla zahájena dostavba druhé části loděnice. Ta byla dokončena po třech letech krátce před pořádáním Mistrovství světa ve vodním slalomu 2006. 

### Povodně
V srpnu roku 2002 toto sportovní zařízení těžce poškodily katastrofální povodně na Vltavě. Na slalomové dráze byly poničeny břehy a bylo nutné opravit staré překážky a umístit zde nové. Loděnici bylo nutné kompletně zrekonstruovat, zprovoznit se ji podařilo po osmi měsících.
V červnu roku 2013 další velká povodeň ohrozila pořádání Mistrovství světa ve vodním slalomu 2013. Díky velkému úsilí se podařilo areál opravit a tato akce se  uskutečnila v původně plánovaném termínu. Během povodně byla poničena značná část loděnice a také vrchní část kanálu, kterou poškodil vodou unášený kontejner.

## Mezinárodní závody

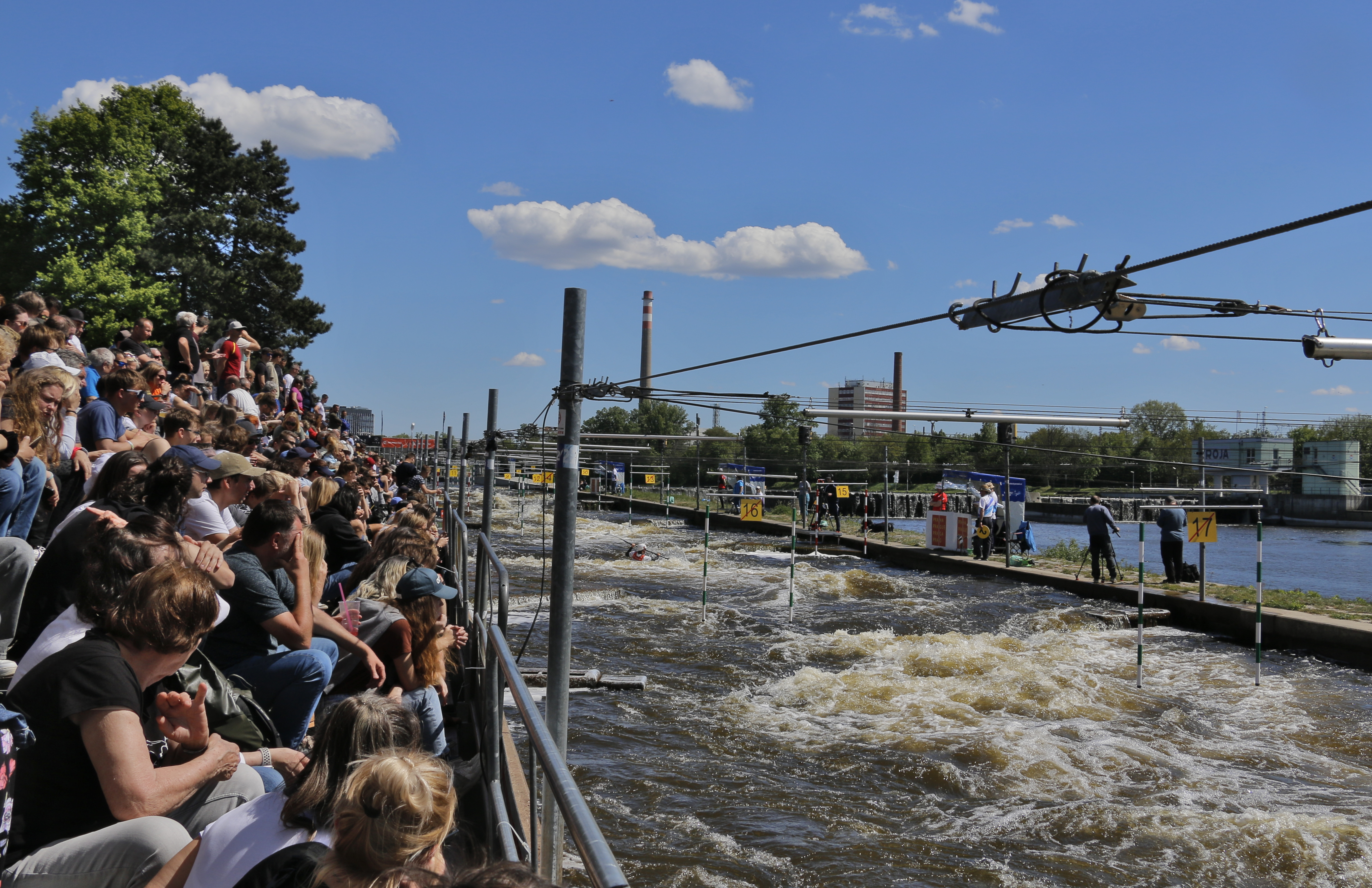
Kanál při závodech Českého poháru

V areálu se pravidelně konají největší světové události ve vodním slalomu. Trojská slalomová dráha dvakrát hostila Mistrovství světa ve vodním slalomu, a to v letech 2006 a 2013. Mistrovství Evropy se zde konalo v letech 2018 a 2020.
Z velkých mezinárodních závodů má v Trojském areálu nejdelší tradici Světový pohár ve vodním slalomu. Celkem jich zde bylo doposud uspořádáno 18. První závod Světového poháru v Praze-Troji se konal v roce 1995. Další závod Světového poháru hostí Troja 26.–29. června 2025.

## Plány do budoucna
Podle plánů z roku 2020 zde měl v budoucnu vzniknout víceúčelový areál vodních sportů určený nejen pro sportovce, ale i pro nejširší veřejnost. Zároveň byla mezi lety 2021 a 2024 plánována výstavba druhé umělé dráhy pro slalom na divoké vodě.